# Porisaccus jiuhuaensis
Porisaccus jiuhuaensis är en insektsart som först beskrevs av Wu, S.J. 1984.  Porisaccus jiuhuaensis ingår i släktet Porisaccus och familjen ullsköldlöss. Inga underarter finns listade i Catalogue of Life.